# Lámpara de descarga de alta intensidad

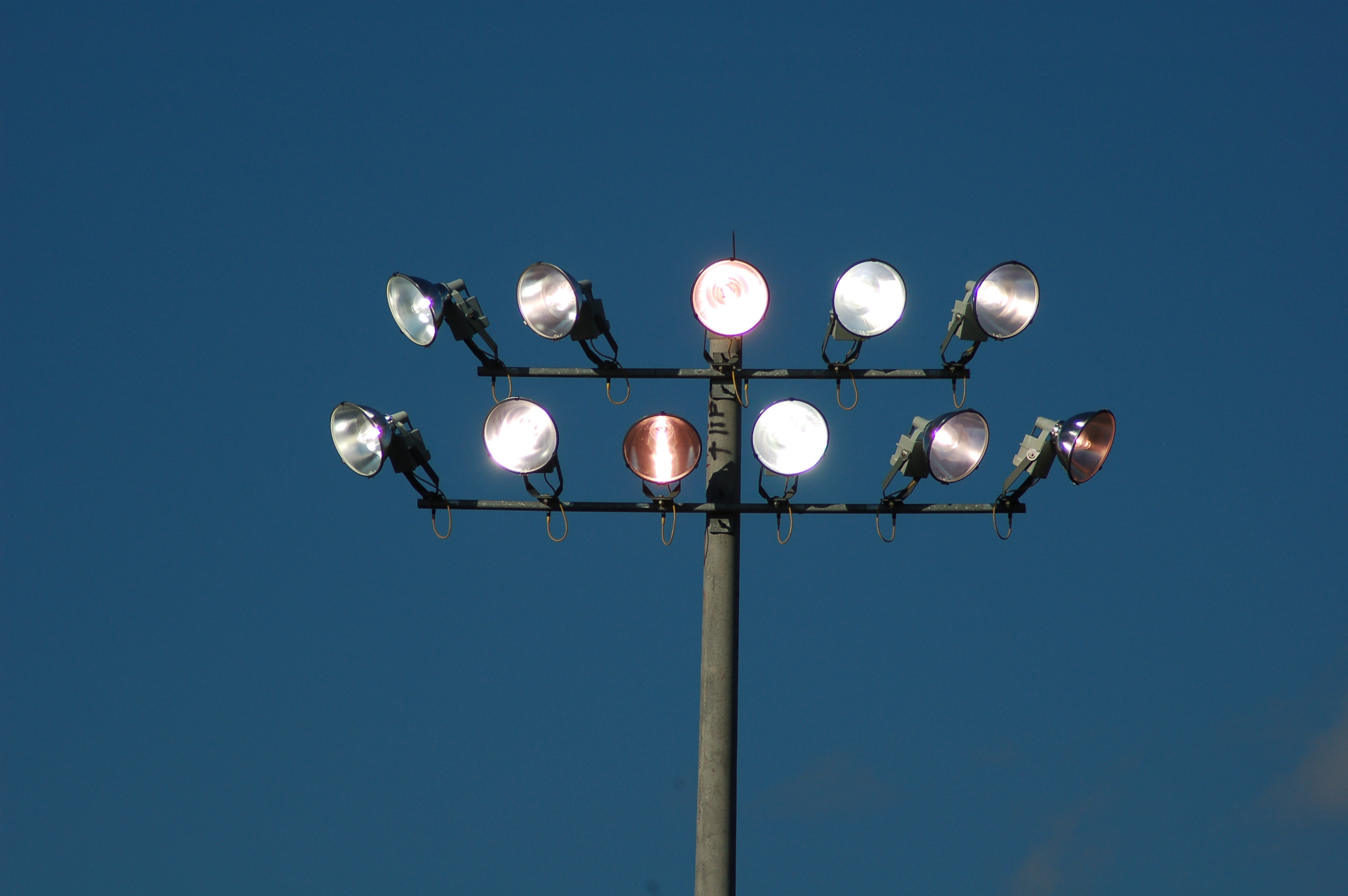
Lámparas de alta intensidad de descarga en un campo de béisbol

Las lámparas de alta intensidad de descarga o lámparas de descarga de alta intensidad (en inglés HID, High Intensity Discharge lamps) son un tipo de lámpara eléctrica de descarga de gas que produce luz por medio de un arco eléctrico entre electrodos de tungsteno alojados dentro de un tubo de alúmina o cuarzo moldeado translúcido o transparente. Este tubo está lleno de gas noble, típicamente xenón y, a menudo, también contiene metales o sales metálicas adecuadas. El gas noble permite la descarga inicial del arco eléctrico. Una vez iniciado el arco, se calienta y se evapora la mezcla metálica. Su presencia en el arco de plasma aumenta en gran medida la intensidad de la luz visible producida por el arco para una entrada de energía determinada, ya que los metales tienen muchas líneas espectrales de emisión en la parte visible del espectro. Las lámparas de descarga de alta intensidad son un tipo de lámpara de arco.
Las nuevas lámparas de descarga de alta intensidad producen más luz visible por unidad de energía eléctrica consumida que las lámparas fluorescentes e incandescentes, ya que una mayor proporción de su radiación es luz visible, en contraste con la infrarroja. Sin embargo, la salida de lúmenes de la iluminación HID puede deteriorarse hasta en un 70% durante 10,000 horas de funcionamiento.
Muchos vehículos modernos usan bombillas HID para los principales sistemas de iluminación, aunque algunas aplicaciones ahora están pasando de bombillas HID a tecnología LED y láser. Modelos de lámparas van desde las típicas lámparas de 35 a 100 W de los autos, a las de más de 15 kW que se utilizan en los proyectores de cines IMAX.
Esta tecnología HID no es nueva y fue demostrada por primera vez por Francis Hauksbee en 1705.